# Studio Uno
Studio Uno је студијски албум италијанске певачице Мине, објављен 1965. године за издавачке куће Ri-Fi.

## Списак пјесама
1. L'ultima occasione – 2:43
2. Un anno d'amore (C'est irreparable) – 3:10
3. Se piangi, se ridi – 2:38
4. Più di te (I Won't Tell) – 2:47
5. È l'uomo per me (He Walks Like a Man) – 2:20
6. Un buco nella sabbia – 2:18
7. So che mi vuoi (It's for You) – 2:08
8. E... (E adesso sono tua) – 3:00
9. Tu farai – 2:25
10. Era vivere – 2:23
11. Città vuota (It's a Lonely Town) – 2:40
12. Io sono quel che sono – 2:13

## Позиције на листама
| Листа (1965)              | Највиша позиција |
| ------------------------- | ---------------- |
| Италија (Musica e dischi) | 1                |